# Donald Williams
Donald Edward Williams (Lafayette, 13 februari 1942 – 23 februari 2016) was een Amerikaans ruimtevaarder. Williams zijn eerste missie was STS-51-D met de spaceshuttle Discovery en vond plaats op 12 april 1985. Tijdens de missie werden twee communicatiesatellieten in een baan rond de Aarde gebracht.
In totaal heeft Williams twee ruimtevluchten op zijn naam staan. In 1990 verliet hij NASA en ging hij als astronaut met pensioen. 